# Synagoge (Gedern)

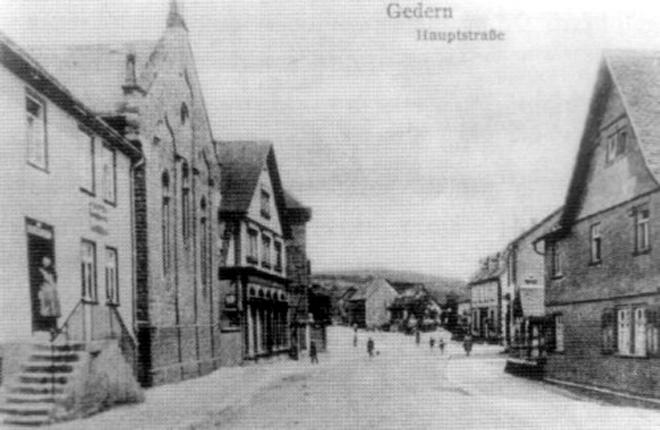
Lauterbacher Straße mit Synagoge in Gedern (zweites Gebäude von links), um 1910

Die Synagoge in Gedern, einer Stadt im Wetteraukreis in Hessen, wurde 1866 errichtet. Die profanierte Synagoge steht an der Lauterbacher Straße 78, der früheren Hauptstraße.

## Geschichte
In Gedern war bereits ein Betraum oder eine erste Synagoge vor dem Neubau im Jahr 1866 vorhanden. Im Jahr 1903 wurde ein Umbau beziehungsweise eine Renovierung des Gebäudes vorgenommen.
Im Jahr 1937 wurde das Gebäude an die Stadt Gedern verkauft und entging deshalb der Zerstörung beim Novemberpogrom 1938. Nach 1945 wurde das Gebäude zu einem Wohnhaus mit einem Café im Erdgeschoss umgebaut. 

## Beschreibung
Der zweigeschossige Massivbau besaß einen Schaugiebel zur Straße. Zwei Lisenen stiegen vom Sockel auf und mündeten im Giebeldreieck. Die Fassade wurde von Rundbogenfenstern gegliedert. Der Straßengiebel war unverputzt und trug auf der Spitze die Gesetzestafeln. Im Synagogengebäude gab es auch einen Schulraum, die Lehrerwohnung und im Gewölbekeller das rituelle Tauchbad (Mikwe).